# Epitranus aligarhensis
Epitranus aligarhensis är en stekelart som först beskrevs av Shafee och Dutt 1986.  Epitranus aligarhensis ingår i släktet Epitranus och familjen bredlårsteklar. Inga underarter finns listade i Catalogue of Life.